# Lijst van rivieren in Griekenland
Dit is een lijst van rivieren in Griekenland. De rivieren in deze lijst zijn geordend naar drainagebekken (Egeïsche Zee, Adriatische Zee, Ionische Zee en enkele endoreïsche bekkens) en de opeenvolgende zijrivieren zijn ingesprongen weergegeven onder de naam van elke hoofdrivier. 

## Rivieren die in zee uitmonden

### Adriatische Zee

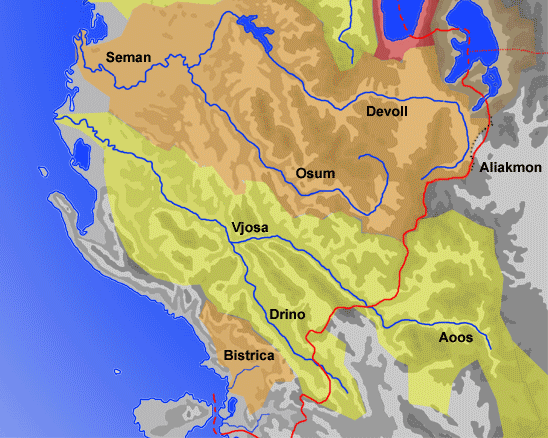
Stroomgebied Vjosë.

- Aoos/Vjosë (nabij Novoselë, Albanië)
  - Drino (in Tepelenë, Albanië)
  - Sarantaporos (nabij Çarshovë, Albanië)
  - Voidomatis (nabij Konitsa)

### Ionische Zee
De rivieren in deze sectie zijn van noord (grens met Albanië) naar zuid (Kaap Malea) gerangschikt.
Epirus en Centraal-Griekenland
- Pavla/Pavllë (nabij Vrinë, Albanië)
- Thyamis (nabij Igoumenitsa)
  - Tyria (nabij Vrosina)
- Acheron (nabij Parga)
- Louros (nabij Preveza)
- Arachthos (in Kommeno)
- Acheloös (nabij Astakos)
  - Megdovas (nabij Fragkista)
  - Agrafiotis (nabij Fragkista)
  - Granitsiotis (nabij Granitsa)
- Evinos (nabij Missolonghi)
- Mornos (nabij Nafpaktos)
- Pleistos, nabij Kirra

Peloponnesos
- Elissonas (in Diminio (Sikyona))
- Fonissa (nabij Xylokastro)
- Zacholitikos (in Derveni)
- Krios (in Aigeira)
- Krathis (nabij Akrata)
- Vouraïkos (nabij Diakopto)
- Selinountas (nabij Aigio)
- Volinaios (in Psathopyrgos)
- Charadros (in Patras)
- Glafkos (in Patras)
- Peiros (in Dymi)
  - Tytheus (in Olenia)
- Larissos (nabij Araxos)
- Pinios (nabij Gastouni)
- Alpheüs (nabij Pyrgos)
  - Erymanthos (nabij Tripotamia)

Alpheüs en andere rivieren van de Peloponnesos (labels in het Duits).

  - Ladon (nabij Tripotamia in Gortynia (Arcadië))
    - Aroanios (nabij Filia, Kato Achaia)

  - Lousios (nabij Gortyna)
  - Elissonas (nabij Megalopolis)
  - Kladeos
- Neda (nabij Giannitsochori (Zacharo))
- Peristeri (in Kalo Nero)
- Pamisos (nabij Messene)
- Nedonas (in Kalamata)
- Eurotas (in Elos)
  - Oenus (in Sparti)

### Egeïsche Zee
De rivieren in deze sectie zijn van het zuiden (Kaap Malea) naar het noordoosten (grens met Turkije) gerangschikt.
Peloponnesos
- Inachos (in Nea Kios)

Centraal-Griekenland
- Cephissus (in Athene)
  - Eridanos
- Ilisos, Athene
- Asopos (in Skala Oropou)
- Spercheios (nabij Lamia)
  - Gorgopotamos (nabij Lamia)

Thessalië
- Pinios (in Stomio)
  - Titarisios (in Ampelonas)
    - Sarantaporos (in Milea)

  - Enipeas (in Farkadona)
  - Portaikos, Trikala
- Anavros, Volos
- Krausidonas, Volos

Macedonië
- Aliakmonas (in Methoni)
  - Loudias
- Axios/Vardar (nabij Thessaloniki)
- Gallikos (nabij Thessaloniki)
- Strymon/Strymonas/Struma (in Amphipolis)
  - Angitis (nabij Tragilos)
- Nestos/Mesta (nabij Keramoti)
  - Despatis/Dospat (nabij Sidironero)

Thracië
- Evros/Maritsa (nabij Alexandroupoli)
  - Erythropotamos/Luda reka (nabij Didymoteicho)
  - Ardas/Arda (nabij Edirne, Turkije)
- Vosvozis, Ismaridameer
- Kompsatos, Vistonidameer
- Kosynthos, Vistonidameer

## Rivieren die niet in zee uitmonden
- Cephissus, uitmondend in het Ylikimeer, Boeotië
  - Kanianitis (in Lilaia)
- Olvios, uitmondend in de Feneosvlakte, Korinthe

## Rivieren en stromen uit de Griekse oudheid
- Ammites  (waterstroom, uitmondend in het Bolbemeer)
- Bisaltes
- Elpeus
- Erasinos (uitmondend in de Golf van Petalioi)
- Erechios  (waterstroom, uitmondend in de Golf van Strymonas)
- Ismenos (Boeotië)
- Olynthiakos (waterstroom, uitmondend in het Bolbemeer)
- Rhoedias (uitmondend in de Golf van Therma)